# Arcizul Nou, Bolgrad
Arcizul Nou (în ucraineană Вишняки, transliterat: Vîșneakî, în germană Neu Arzis) este un sat în comuna Pavlivka din raionul Bolgrad, regiunea Odesa, Ucraina. Satul a fost locuit de germanii basarabeni.

## Demografie
Componența lingvistică a localității Arcizul Nou
     Rusă (38,92%)
     Română (32,91%)
     Ucraineană (21,2%)
     Bulgară (5,7%)
Conform recensământului din 2001, nu exista o limbă vorbită de majoritatea populației, aceasta fiind compusă din vorbitori de rusă (38,92%), română (32,91%), ucraineană (21,2%), bulgară (5,7%) și găgăuză (1,11%).